# Hermann Otto Sleumer
Hermann Otto Sleumer (Saarbrücken, 21 de fevereiro de 1906 - Oegstgeest, Holanda do Sul, 1 de outubro de 1993)  foi um botânico teuto-neerlandês. O gênero botânico Sleumerodendron, que inclui a Sleumerodendron Virot Proteaceae, é nomeado por ele.